# Johann Jakob Guggenbühl
Pour les articles homonymes, voir Guggenbühl.
Johann Jakob Guggenbühl, né le 3 août 1816 à Obermeilen et mort le 2 février 1863 à Montreux, est un médecin suisse précurseur de l'enseignement spécialisé pour les personnes handicapées mentales.

## Vie et actions
Il fait ses études à Zurich et Berne et s'intéresse au crétinisme, maladie dont il est convaincu qu'elle peut être soignée. Il fonde en 1841 une clinique près d'Interlaken, la Heilanstalt für Kretinen und blödsinnige Kinder (centre de soins pour enfants crétins et imbéciles - traduction du nom de l'époque). Il y soigne jusqu'en 1860 des enfants atteints de « crétinisme » ou souffrant de handicaps physiques ou mentaux ; c'est une des premières institutions à envisager une prise en charge scientifique, médicale, pédagogique et thérapeutique, loin des instituts d'alors qui étaient des garderies dépourvues de projet.
Son projet connaît alors une certaine notoriété dans le milieu médical. En dépit de l'échec final (son institut est fermé par les autorités en 1860), il laisse à la postérité des écrits et des travaux sur le travail quotidien avec les enfants accueillis qui auront une répercussion dans le développement de la prise en charge pédagogique d'enfants atteints de handicap mental.